# Chaetonodexodes rafaeli
Chaetonodexodes rafaeli är en tvåvingeart som beskrevs av Townsend 1916. Chaetonodexodes rafaeli ingår i släktet Chaetonodexodes och familjen parasitflugor. Inga underarter finns listade i Catalogue of Life.